# Comuna Tătărani, Dâmbovița
Tătărani este o comună în județul Dâmbovița, Muntenia, România, formată din satele Căprioru, Gheboieni, Priboiu și Tătărani (reședința).

## Așezare
Comuna se află în vestul județului, în zona de deal de pe valea Dâmboviței. Ea este traversată pe malul stâng al râului de șoseaua națională DN72A care leagă Târgoviște de Câmpulung, iar pe malul drept, de șoseaua județeană DJ702B care urmează un drum paralel cu cea națională de la Dragomirești până la Oncești.
Piemontul Cândești, situat la vest de valea Dâmboviței, formează treapta colinară mai joasă (300–550 m) ce intră în alcătuirea teritoriului județului Dâmbovița. Este reprezentant doar prin platoul interfluvial, ușor înclinat, dintre culoarele depresionare ale văilor Dâmbovița și Potopu.

## Demografie
Componența etnică a comunei Tătărani
     Români (95,31%)
     Alte etnii (4,69%)
Componența confesională a comunei Tătărani
     Ortodocși (93,9%)
     Penticostali (1,32%)
     Alte religii (0,4%)
     Necunoscută (4,38%)
Conform recensământului efectuat în 2021, populația comunei Tătărani se ridică la 5.228 de locuitori, în creștere față de recensământul anterior din 2011, când fuseseră înregistrați 5.225 de locuitori. Majoritatea locuitorilor sunt români (95,31%). Din punct de vedere confesional, majoritatea locuitorilor sunt ortodocși (93,9%), cu o minoritate de penticostali (1,32%), iar pentru 4,38% nu se cunoaște apartenența confesională.

## Politică și administrație
Comuna Tătărani este administrată de un primar și un consiliu local compus din 13 consilieri. Primarul, Constantin Pătru[*], de la Partidul Social Democrat, este în funcție din 2004. Începând cu alegerile locale din 2024, consiliul local are următoarea componență pe partide politice:
|  | Partid                          | Consilieri | Componența Consiliului | Componența Consiliului | Componența Consiliului | Componența Consiliului | Componența Consiliului | Componența Consiliului | Componența Consiliului | Componența Consiliului | Componența Consiliului | Componența Consiliului |
|  | ------------------------------- | ---------- | ---------------------- | ---------------------- | ---------------------- | ---------------------- | ---------------------- | ---------------------- | ---------------------- | ---------------------- | ---------------------- | ---------------------- |
|  | Partidul Social Democrat        | 10         |                        |                        |                        |                        |                        |                        |                        |                        |                        |                        |
|  | Alianța pentru Unirea Românilor | 2          |                        |                        |                        |                        |                        |                        |                        |                        |                        |                        |
|  | Partidul Național Liberal       | 1          |                        |                        |                        |                        |                        |                        |                        |                        |                        |                        |

## Istorie
La sfârșitul secolului al XIX-lea, comuna Tătărani făcea parte din plasa Dealu-Dâmbovița a județului Dâmbovița și era formată din satele Tătărani și Căprioru, cu 1339 de locuitori. În comună funcționau două biserici și o școală. La acea vreme, pe actualul teritoriu al comunei, funcționa în aceeași plasă și comuna Priboiu, formată din satele Priboiu și Sturzeni, cu 756 de locuitori; aici funcționau două biserici, o școală și o moară de apă.
În 1926, comunele sunt consemnate în plasa Voinești a aceluiași județ. Comuna Tătărani avea doar satul de reședință, cu 2058 de locuitori, în vreme ce comuna Priboiu-Sturzeni, formată din aceleași două sate, avea 1235 de locuitori.
În 1931, a fost înființată și comuna Gheboeni, prin separarea satului Gheboeni de comuna Mănești.
În 1950, comunele au fost transferate raionului Târgoviște din regiunea Prahova și apoi (după 1952) din regiunea Ploiești. În 1968, au revenit la județul Dâmbovița, reînființat, și au fost comasate sub numele de comuna Tătărani, în structura care s-a păstrat până astăzi.